# Llancacura
Llancacura es una localidad rural ubicada en la ribera norte del río Bueno y se ubica a unos 40 kilómetros de La Unión. Aquí viven alrededor de 80 familias.

## Servicios
Aquí se encuentra la Escuela Llancacura. Esta escuela ha tenido una especial atención para la enseñanza dada su vinculación con el pueblo mapuche-huilliche por lo que ha sido parte del Programa de educadores tradicionales, los cuales han apoyado la enseñanza del idioma mapuche y la interculturalidad, permitiendo generar un enlace entre la comunidad indígena y el establecimiento educacional. Adicionalmente, ha sido beneficiada durante 2016 por un programa de gobierno que le permitirá acceder a la comunidad escolar a las tecnologías de información.
Igualmente en Llancacura poniente se encuentra una posta de salud rural.

## Turismo
En esta localidad no existen servicios de alojamiento registrados.

## Accesibilidad y transporte
Existe un camino de carácter rural que une a esta localidad con otros poblados como Mashue, Camán y Puerto La Fao.
Esta localidad posee un muelle desde donde se accede al Río Bueno. En 2015 se inició un programa para poner en valor la navegabilidad del Río Bueno permitiendo una mejora del muelle de esta localidad ribereña.
Durante 2016 se realizaron inversiones en seguridad de track de navegación orientados a mejorar la navegabilidad del río.
A Llancacura se puede llegar también por tierra desde La Unión, distante a 38,1 km de la capital comunal a través de la Ruta T-80 y T-848.